# La Epoka

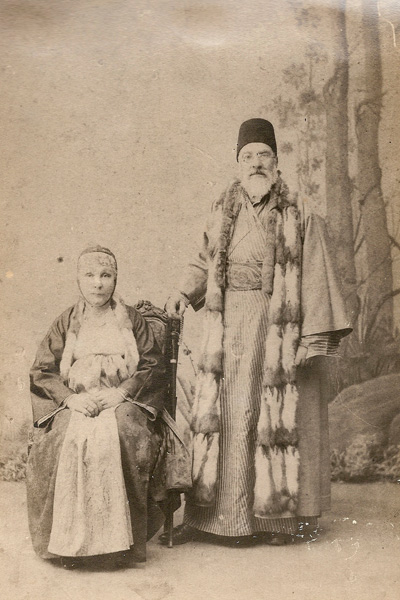
Saadi Halevi, fondateur de La Epoka et sa femme.

La Epoka (en judéo-espagnol : לה איפוקה, L'Époque) est un journal publié entre 1875 et 1911 à Salonique dans l'Empire ottoman. Publiée pendant près de quarante ans, elle a été le principal périodique en judéo-espagnol ottoman et le premier journal paru dans cette langue à Salonique.

## Histoire
La Epoka est fondée par Saadi Halevy en 1875, le premier numéro paraissant le 1er novembre de cette même année,. Ce dernier sera rédacteur en chef du journal jusqu'en 1888 et est également directeur du Journal de Salonique publié en français. La Epoka affiche le sous-titre Revista comerciala y literaria (Journal commercial et littéraire) et adopte une position progressiste et avant-gardiste. Le périodique reçoit l'appui de l'Alliance Israélite Universelle, organisation juive promouvant les valeurs de l'émancipation. Le lectorat de La Epoka est composé de Juifs séfarades vivant à Salonique et dans d'autres villes de la région ne pouvant lire que des documents en judéo-espagnol.
Après la mort de Saadi Halevy, son fils, Samuel, devient rédacteur en chef et l'éditeur de La Epoka. Le journal, qui a d'abord été publié sur une base quotidienne, devient un hebdomadaire. La Epoka et son journal frère Le Journal de Salonique ont tous deux soutenu le sionisme, le socialisme et l'ottomanisme. En 1892 , La Epoka félicite les Ottomans pour avoir offert aux Juifs une terre après leur expulsion d'Espagne et décrit l'Empire comme la « terre où nous mangeons du pain gratuitement». Après la révolution des Jeunes-Turcs de 1908, La Epoka et Le Journal de Salonique s'orientent davantage vers le sionisme.
La Epoka disparait en 1911. Les numéros du périodiques sont conservés par la Bibliothèque nationale d'Israël.